# Aleksandr Artiomienko
Aleksandr Siergiejewicz Artiomienko, ros. Александр Сергеевич Артёменко (14 stycznia 1971 w Ust-Kamienogorsku, Kazachska SRR) – kazachski hokeista. Trener hokejowy.

## Kariera zawodnicza
- Torpedo Ust-Kamienogorsk (1988-1989, 1992-1996)
- SzWSM Ust-Kamienogorsk
- Podhale Nowy Targ (1996-1997)
- Amur Chabarowsk (1997)
- Torpedo 2 Ust-Kamienogorsk (1997)
- Podhale Nowy Targ (1997-1998)
- Unia Oświęcim (1998-2000)
- Jengbek Ałmaty (2003-2004)

Wychowanek Torpedo Ust-Kamienogorsk. W trakcie sezonu 1996/1997 trafił ligi polskiej do klubu z Nowego Targu (wraz z nim jego rodacy Jurij Karatajew i Konstantin Spodarienko). Później rozegrał sezon 1997/1998 z Podhalem, a następne dwa grał w drużynie z Oświęcimia wspólnie z Karatajewem (1998/1999 i 1999/2000). Łącznie zdobył trzy tytuły mistrza Polski. W klubie Torpedo, w drużynach polskich i w Jengbeku wraz z nim występował z nim Karatajew i inny rodak, Siergiej Antipow.
Uczestniczył w turnieju zimowej uniwersjady edycji 1993.
W 2013 brał udział turnieju pamięci Borysa Aleksandrowa w barwach drużyny Imstalkon (zajął drugie miejsce).

## Kariera trenerska
- Kazachstanu do lat 18 (2008-2009), asystent trenera
- Kazcynk-Torpedo (2010-2011), asystent trenera
- Zespół farmerski Kazcynk-Torpedo (2010-2011), trener-selekcjoner
- Ałtaj Ust-Kamienogorsk (2018-2019), główny trener
- Ałtaj Ust-Kamienogorsk (2019-), asystent trenera

Po zakończeniu kariery zawodniczej został trenerem. Był asystentem szkoleniowca reprezentacji Kazachstanu do lat 18, w tym podczas mistrzostw świata juniorów do lat 18 w 2008. W sezonie 2010/2012 był asystentem trenera w macierzystym klubie Kazcynk-Torpedo i trenerem-selekcjonerem w zespole farmerskiem klubu. W czerwcu 2018 został głównym trenerem drużyny juniorskiej Ałtaj Ust-Kamienogorsk, występującej w rosyjskich rozgrywkach Młodzieżowej Hokejowej Ligi. Latem 2019 został asystentem nowo mianowanego głównego trenera Ałtaju, Olega Bolakina.

## Sukcesy
Reprezentacyjne
- Srebrny medal zimowej uniwersjady: 1993

Klubowe
- Złoty medal mistrzostw Kazachstanu: 1993, 1994, 1995, 1996 z Torpedo
- Złoty medal mistrzostw Polski: 1997 z Podhalem, 1999, 2000 z Unią Oświęcim
- Puchar Polski: 2000 z Unią Oświęcim